# 석면폐
석면폐(石綿肺, Asbestosis)는 폐에 들어간 석면이 기관지나 폐포(허파꽈리)를 자극해 모세기관지염과 폐포염 등을 일으키고, 폐기능 장애와 폐암 등으로 이어지기도 하는 직업병이다. 헐떡임, 호흡부전, 심부전 등 증상을 일으키며 심하면 죽음에 이르게 된다. 

## 같이 보기
- 석면
- 중피종
- 산업재해
- 직업병